# Jimena Jara
Jimena Alejandra Jara Quilodrán (Los Ángeles, 1973) es una abogada y política chilena, exmiembro del Partido por la Democracia (PPD). Entre 2014 y 2018 se desempeñó como subsecretaria de Energía durante el segundo gobierno de la presidenta Michelle Bachelet. Actualmente se desempeña como subsecretaria de las Culturas y las Artes, bajo el gobierno del presidente Gabriel Boric.

## Familia y estudios
Es hija del ex diputado Octavio Jara Wolff y de Silvia Quilodrán Urra. Entre 2000 y 2009 estuvo casada con José Ignacio Márquez Espinosa.
Cursó sus estudios básicos y medios en la ciudad de Los Ángeles, región del Biobío.
Posteriormente se tituló de abogada de la Universidad Central de Chile (Ucen), magíster en derecho con mención en derecho regulatorio. Cuenta además con un postítulo en derecho constitucional, y posee un diplomado en derecho administrativo económico, todos otorgados por la Pontificia Universidad Católica (PUC).

## Trayectoria pública
Miembro del Partido por la Democracia (PPD) desde 1988, renunció a su militancia en noviembre de 2021.
Se ha desempeñado durante veinte años en instituciones públicas como el Servicio Nacional de Capacitación y Empleo (SENCE), la Superintendencia de Electricidad y Combustibles (SEC), el Ministerio de Bienes Nacionales (MBN), y la Central Nacional de Abastecimiento (CENABAST).
En marzo de 2014 fue designada por la presidenta Michelle Bachelet, para encabezar su segundo gobierno, en el cargo de subsecretaria de Energía, siendo la tercera titular mujer en esa función. Ejerció dicha labor hasta el final del gobierno en marzo de 2018.
Desde mayo de 2018 hasta octubre de 2024, se desempeñó como Directora Jurídica de la Universidad Estatal de O'Higgins (UOH).
En noviembre de 2024 fue nombrada por el presidente Gabriel Boric en el cargo de subsecretaria de las Culturas y las Artes